# K-Pg境界

顕生代の生物多様性（属レベル）の推移。横軸は年代を表し単位は百万年。灰色が大量絶滅を最初に示したセプコスキのデータ、緑色が"well-defined"データ、黄色の三角が5大絶滅事件。右端の6550万年前の谷が恐竜が絶滅したK-Pg境界

K-Pg境界（ケイ・ピージーきょうかい、英: Cretaceous-Paleogene boundary）とは、地質年代区分の用語で、約6550万年前の中生代白亜紀と新生代古第三紀の境目を指す。この時、顕生代における5回のうち最後の大量絶滅が発生した。かつては白亜紀と第三紀の境と見なされK-T境界 (ケイ・ティーきょうかい、英: Cretaceous-Tertiary boundary)と呼ばれていた。
恐竜などの大型爬虫類やアンモナイトが絶滅したことで有名であるが、海洋のプランクトンや植物類にも多数の絶滅種があった。種のレベルで最大約75%の生物が絶滅した。また個体の数では99%以上が死滅した。
K-Pg境界では、後述するように、メキシコのユカタン半島付近に直径約10kmの巨大隕石（チクシュルーブ衝突体）が落下したことが知られている。この隕石落下が、大量絶滅の引き金になったと推定されている。

## 名称
中生代白亜紀（独: Kreide）と新生代古第三紀（英: Paleogene）の境目であることから、K-Pg境界またはK-P境界と呼ばれている。スラッシュで接続しK/Pg境界とすることもある。白亜紀は英語では Cretaceous だが、頭文字がCで始まる地質年代区分が多いため、ドイツ語の Kreide からとった頭文字Kが略号として用いられる。
かつて、新生代最初の紀は第三紀（英: Tertiary）とされており、この境界も第三紀の頭文字TをとってK-T境界と呼ばれていた。研究の進展に伴い、かつての第三紀は古第三紀と新第三紀の2つの紀に区分されるようになり、1989年に国際地質科学連合は「第三紀」の語を正式な用語から外した。このため、この境界も「K-Pg境界」と呼ばれるようになった。

## 大量絶滅
中生代は陸も海も大型爬虫類の全盛時代であった。陸上では恐竜は三畳紀末から白亜紀の最後にかけて、地上で繁栄していた。翼竜は三畳紀末に空中に進出し白亜紀前期終盤まで繁栄し、その後数を減らしつつあった。海中では三畳紀以来の魚竜はK-Pg境界事件の前には既に絶滅していたが、首長竜や大型のモササウルス類などは白亜紀の最終段階まで生存して栄えていた。また、アンモナイトは古生代から出現し、ペルム紀末の大量絶滅を乗り越え、再び繁栄した。K-Pg境界を境にして、全ての恐竜(鳥類および小型の獣脚類の一部をのぞく)、翼竜、首長竜、アンモナイトが絶滅した。生き残ったのは、爬虫類の系統では比較的小型のカメ、ヘビ、トカゲ及びワニなどに限られた。恐竜直系の子孫で、鳥類(当時では見方を変えれば小型の獣脚類である)も古鳥類も大きな打撃を受けたが、現生鳥類につながる真鳥類は絶滅を免れて現在も存続している。海中ではアンモナイト類をはじめとする海生生物の約16%の科と47%の属が姿を消した。これらの生物がいなくなった後、それらの生物が占めていたニッチは哺乳類によって置き換わり、現在の生態系が形成された。陸上の植物相は、白亜紀末には被子植物が多様性化をとげていたが、裸子植物の針葉樹類に比べれば数は少なかった。K-Pg境界前後の花粉分析の結果、K-Pg境界直後のシダ植物の一時的進出を挟んで、構成を大きく変化させていることが明らかになった。なお、その花粉中に、ユリの花粉が発見されており、衝突時期は6月だと推定されている。

### 水中での状況

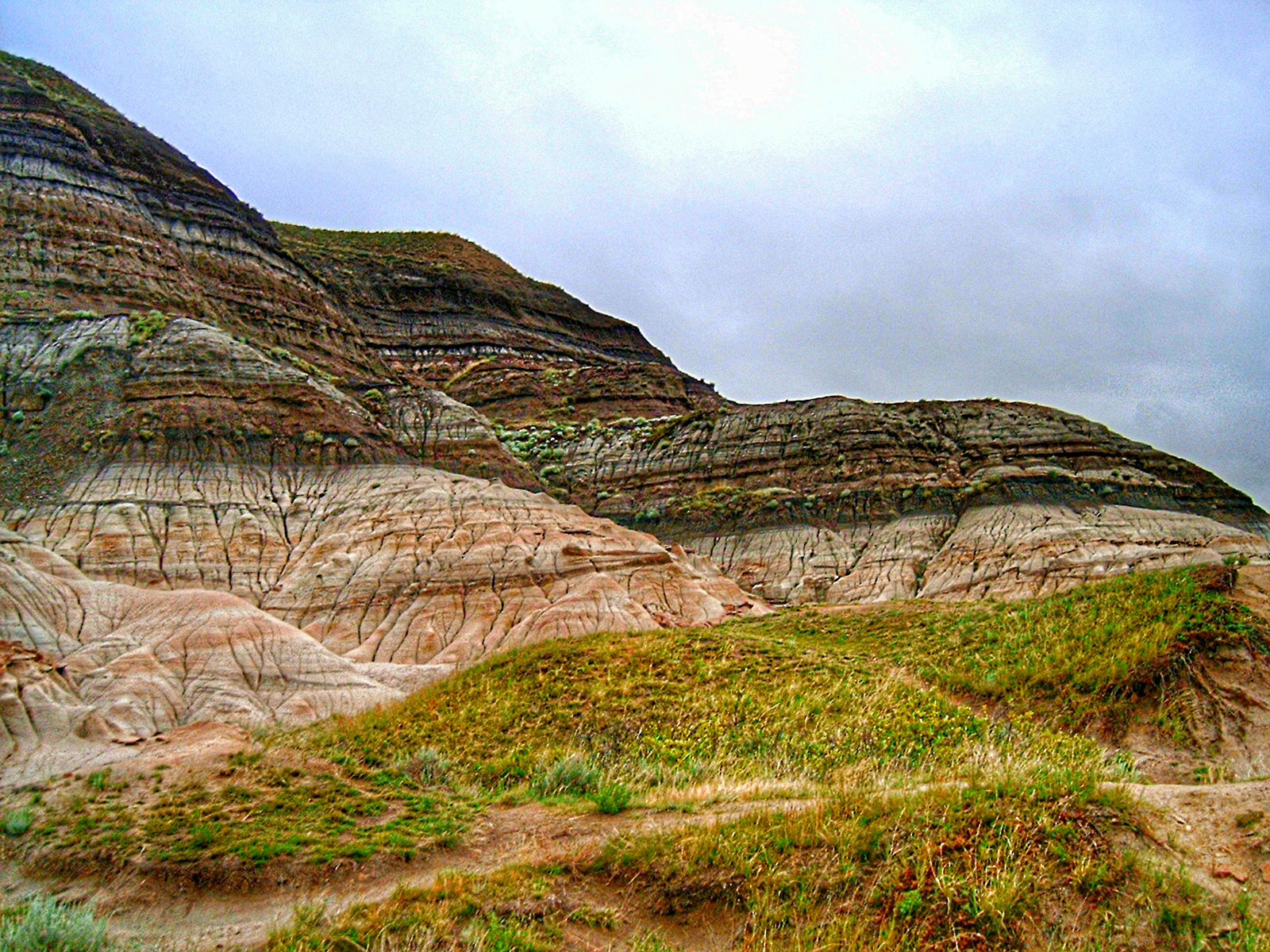
カナダ、アルバータ州のw:Drumheller近郊でのK-Pg境界の明瞭な地層

海中では海の食物連鎖の基本となるプランクトン類が大打撃を受け、そのためアンモナイト類などの中型生物が多数絶滅し、中型生物を捕食する大型生物のほとんどが絶滅した。
- 白亜紀に繁栄していた植物プランクトンの円石藻類の85%が絶滅、また同様に海中に大量に生息していた有孔虫類は一部の例外を除きほとんど絶滅した[注釈 3]。
- アンモナイトはデボン紀に出現して以降、3度の大量絶滅を経てもなお多様性を維持していたが、K-Pg境界は乗り越えられず絶滅した。
- 二枚貝類、腕足類、コケムシ類の多くの種が絶滅した。特に厚歯二枚貝はサンゴ類に代わって中生代の海を象徴する造礁生物だったが、K-Pg境界で全て絶滅した。
- 魚竜はジュラ紀に大隆盛を迎えてからは急激に衰退しはじめ、白亜紀の半ばには既に絶滅しており、首長竜も同時期に多様性を減少させていたが、K-Pg境界で絶滅した。
- モササウルス類、淡水性サメ類[注釈 4]が絶滅した。
- 珪藻類、魚類の被害は比較的少なかった。

白亜紀の名の元は、当時の海洋に多数生息していた円石藻類や有孔虫類の炭酸カルシウムの殻が堆積したチョーク（白亜）である。海洋でのK-Pg境界を記録した地層では、有孔虫類が激減したため境界をはさんだ上下でプランクトンの種類がほぼ全て変化しており、その違い（有孔虫の化石の有無や地層の色の違い）が肉眼でも確認できる。

### 陸上での状況
陸上では恐竜がことごとく全滅し、他の生物にも莫大な影響があった。（ただし、鳥類及び小型の獣脚類の一部を除くとアラモサウルスなどのごく僅かな種類が、K-Pg境界の上から見つかった報告例があることから、その後もしばらく生き延びていた可能性が化石から示唆されている）
- 翼竜類はジュラ紀に最盛期を迎えるが、白亜紀以降は鳥類の台頭と入れ替わりに衰退して多様性を減らしていき、K-Pg境界で絶滅した。
- 恐竜類のうち、鳥類(鳥類は小型の獣脚類の一種である)を除く全ての竜盤類(竜脚形類も含む)及び鳥盤類が絶滅。ケラトプス科のように北アメリカで多様性を得たり、ティタノサウルス類のように巨大化しながらも衰退して個体数も多様性も減らしていた種はK-Pg境界で全て絶滅した[注釈 5]。
- 哺乳類の被害は比較的軽微だったが、それでも少なくとも種の35%が絶滅した。特に全長が1m以上の大きさで恐竜の子供など小動物を主食にしていた肉食の種はほぼ全て絶滅した可能性が高く[16]、15～20cm程度で昆虫やミミズ、種子を主食にした雑食の種は被害が少なかった。
- 北アメリカの植物種の79%が絶滅した。
- エナンティオルニス類などの現生鳥類の姉妹群のほとんどが絶滅した。鳥類（新鳥類）は多様性を維持していたので、無事生き残った[注釈 6]。
- それ以外に両生類・昆虫類・恐竜以外の爬虫類(トカゲ類・カメ類・ワニ類・ヘビ類)などの被害も軽微だったが、今なお理由は不明である[18]。

K-Pg境界直後の陸上植物の特徴としてシダ類の異常な繁茂があげられる。地質時代の広範囲な植生状況を調べる手段として、堆積物中の花粉や胞子の化石を調べる方法がある。北アメリカにおける化石の研究では、白亜紀の花粉や胞子の化石中のシダ胞子の比率は約25%だったのが、K-Pg境界直後では96-99%がシダ胞子となっている。シダ類は噴火による溶岩や火山灰によってすべての植物が消滅した荒地に最初に繁茂することが確認されているが、K-Pg境界事件の直後に広がった荒地をシダ類が覆ったと想定されている。この顕著な現象はシダスパイクと呼ばれ、K-Pg境界直後のプランクトンがいなくなった海中で堆積した複数の地層からも見つかっている。このことは広範囲にわたる地上の植生の荒廃と海洋の絶滅が同時に生起したことを意味する。
シダ類の優占した期間は短く、次に河畔林などを作る（荒地に適性のある）被子植物が繁茂し始めたが植物多様性の回復は遅れ、最終的に白亜紀レベルの多様性まで回復したのは約150万年後であった。

#### 白亜紀最後のマストリヒシアンに生息していた生物の復元想像図

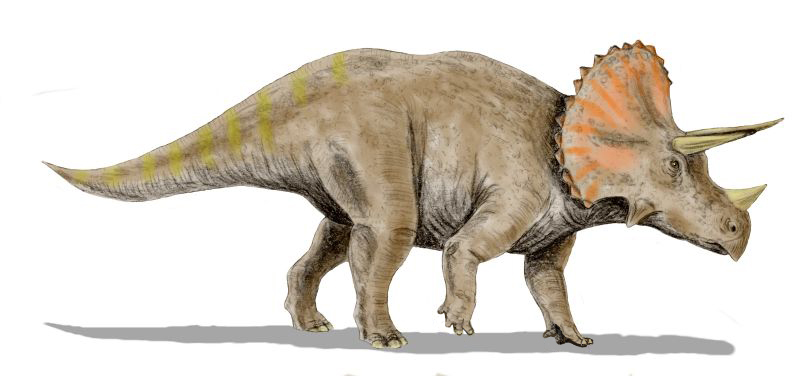
トリケラトプス、白亜紀最後の北米に生息していた、体長9m
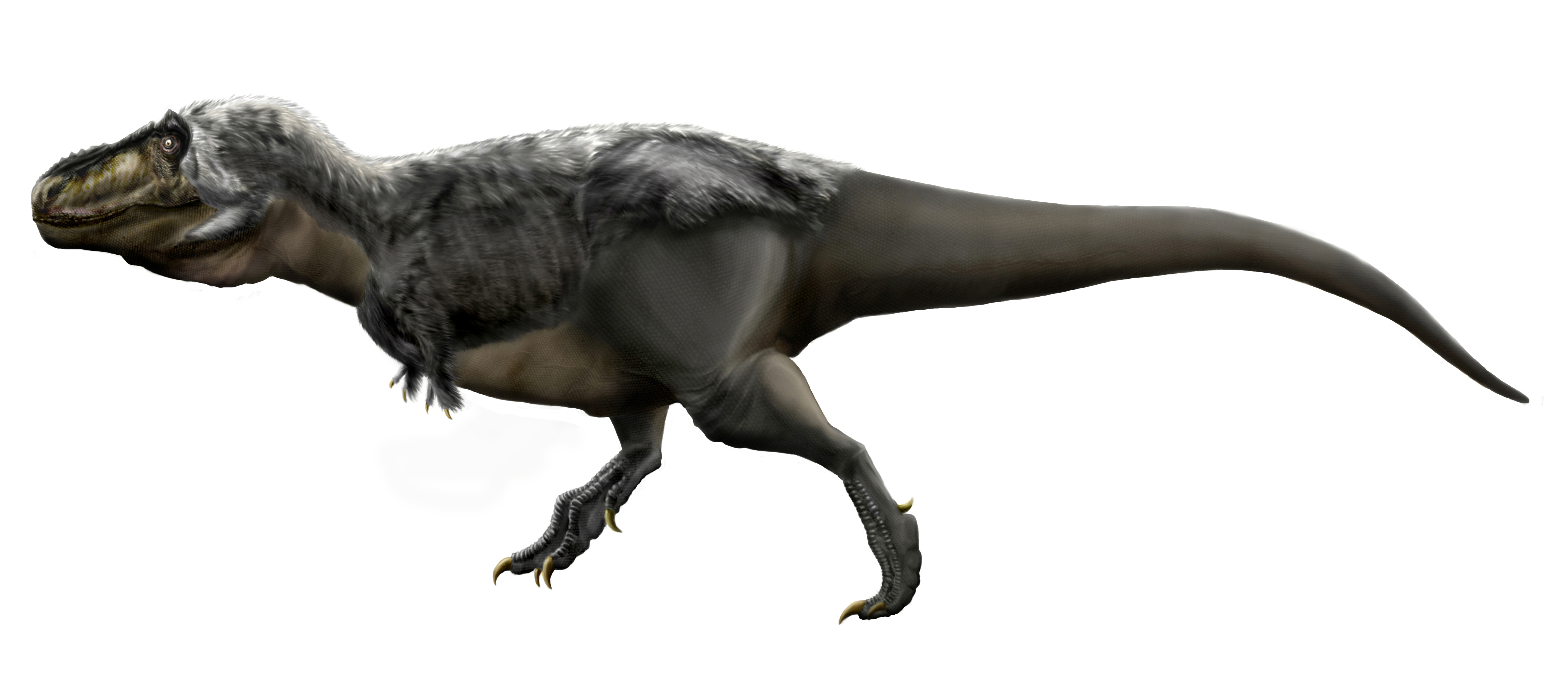
ティラノサウルス、肉食恐竜、白亜紀末にて絶滅、体長11-13m
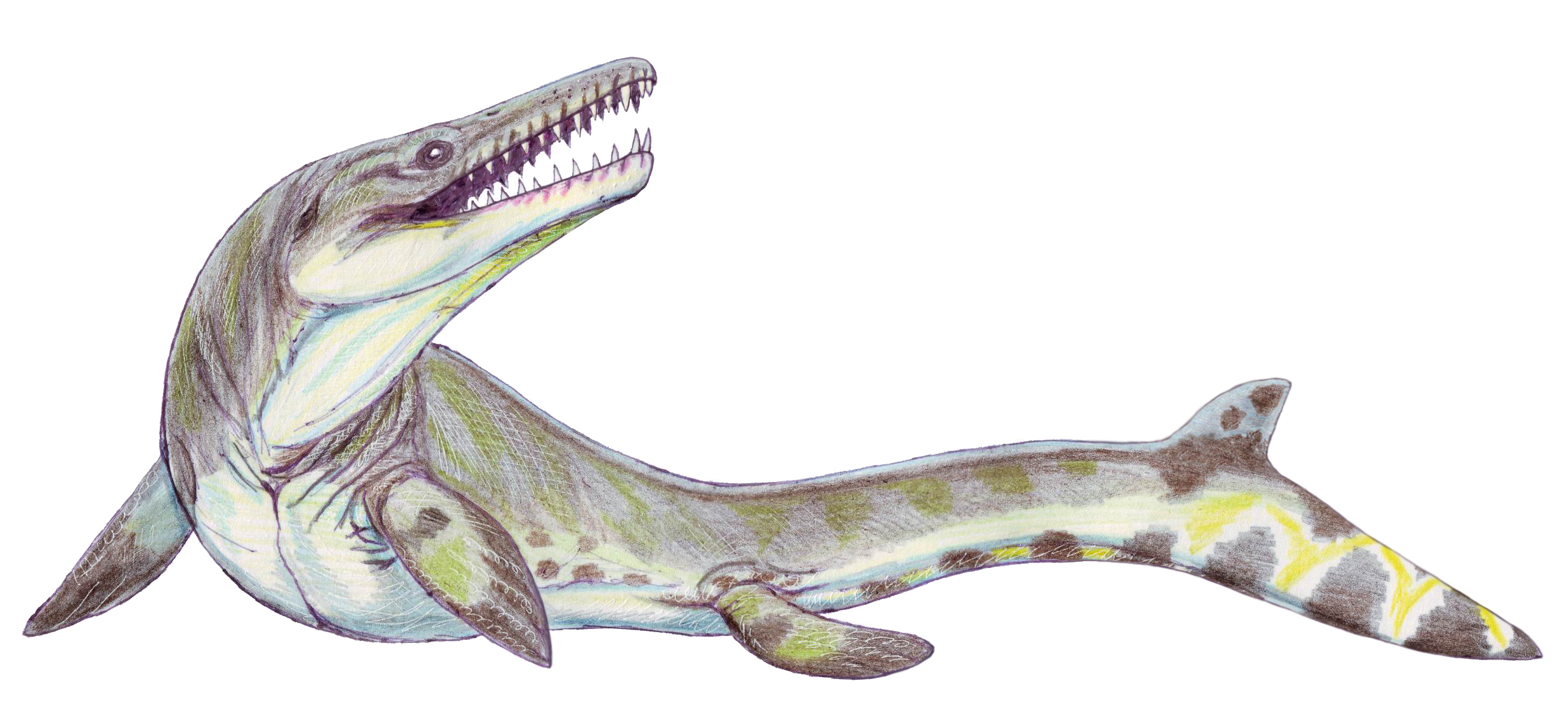
巨大な海生爬虫類モササウルスの一種ゴロニオサウルス、体長7m
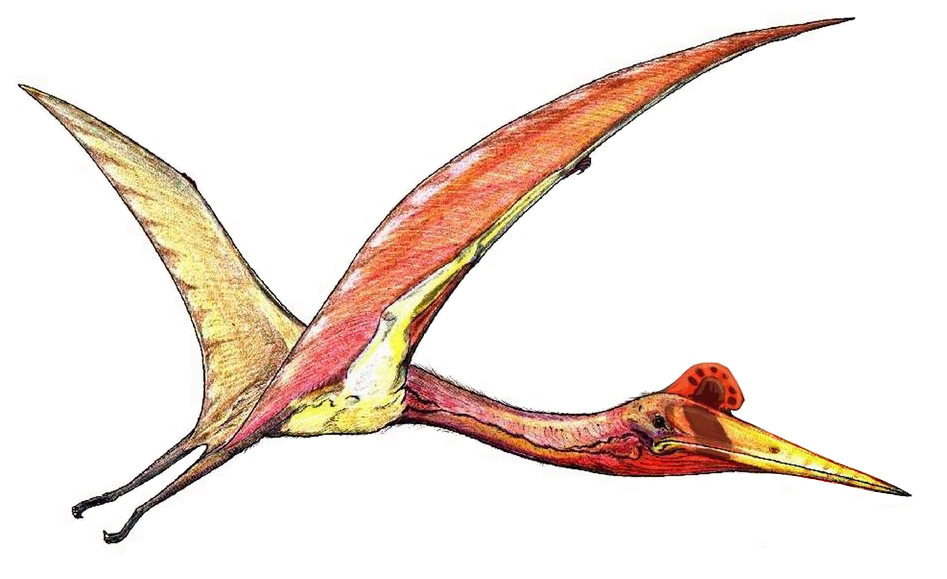
翼長11mに達した翼竜ケツァルコアトルス、翼竜として最大であった。
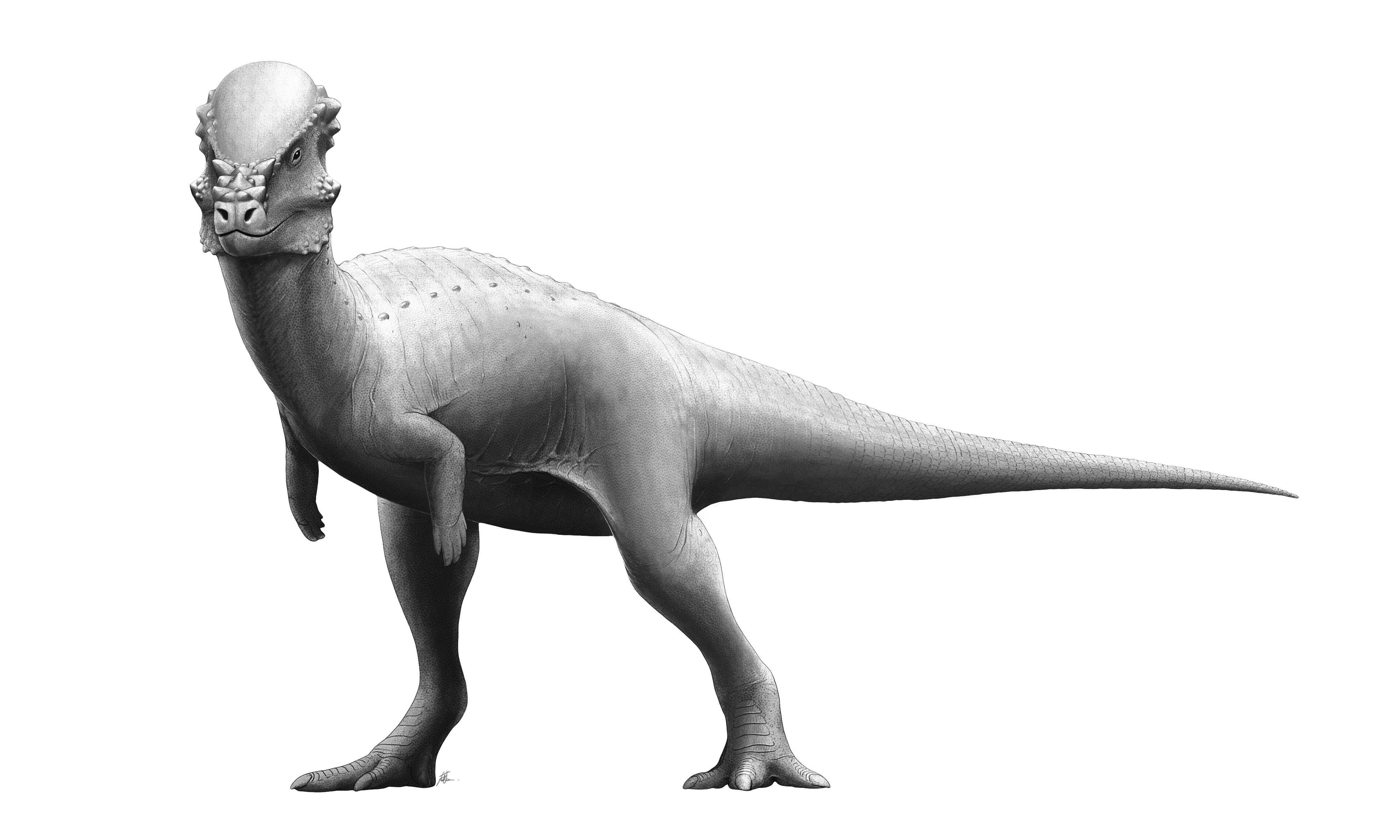
石頭恐竜とも呼ばれるパキケファロサウルス、体長8m

## 大絶滅の原因をめぐる議論
地質学の分野では、19世紀以来チャールズ・ライエルが提唱した「過去に起こったことは現在観察されている過程と同じだろう」と想定する斉一説が基本とされてきた。この考え方に基づけば、「天変地異を原因とする生物の大量絶滅」は地質学者の間で考慮されることはなかった。下記の「隕石説」が提起されるまで恐竜絶滅の原因として、「夜間も活発に活動する哺乳類の台頭によって、恐竜の卵が食べつくされた」、「あまりに巨大化した恐竜は、種としての寿命が尽きた」、「白亜紀末期に出現した被子植物に対応できなかった」等の説があったが、いずれも客観的な証拠が欠けていた。

### 巨大隕石衝突説の登場

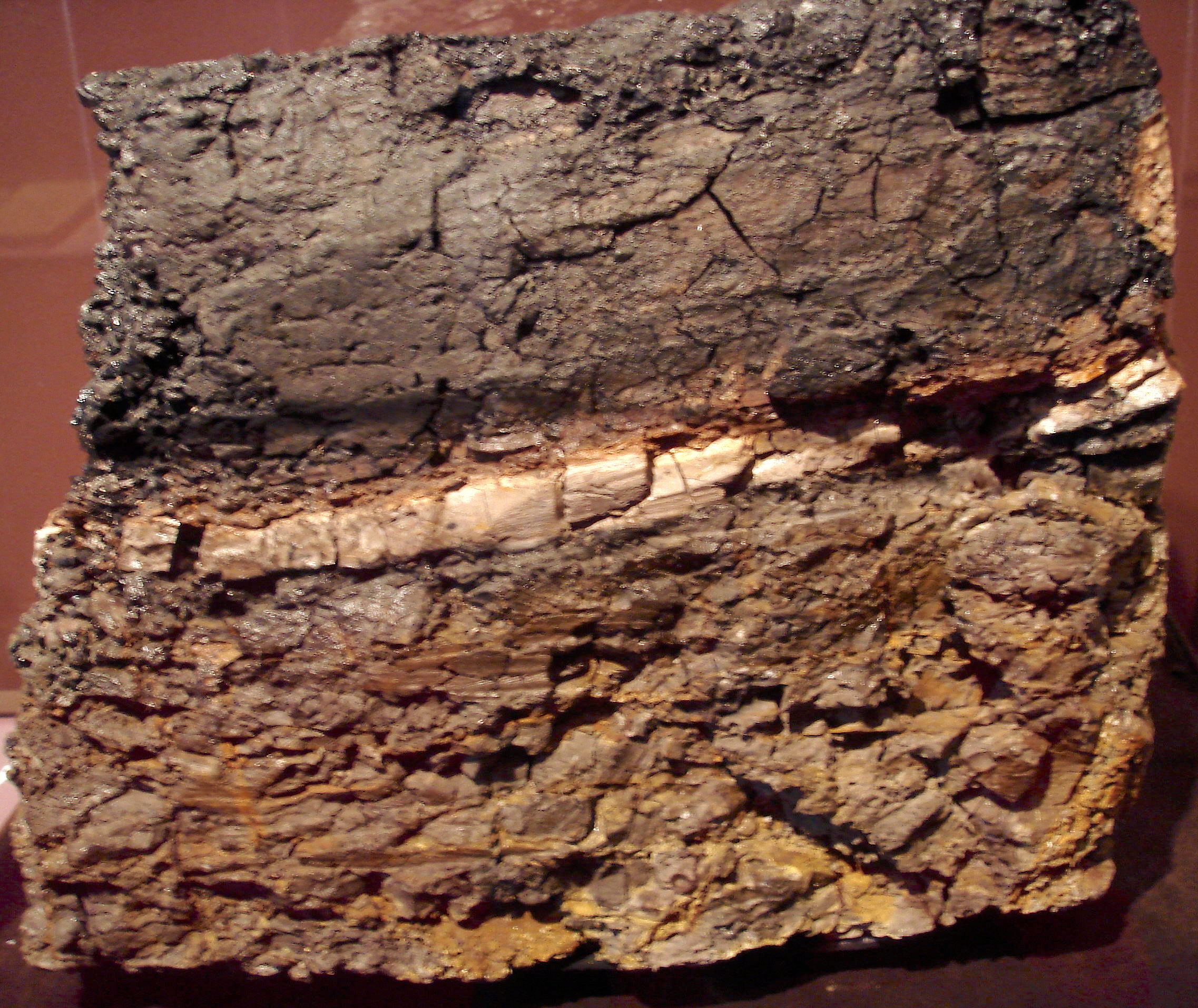
アメリカワイオミング州で採取されたK-Pg境界を含む岩石。中央の白い粘土層は上下の白亜紀・新生代第三紀に比べて千倍のイリジウムを含んでいる

1980年、アメリカカリフォルニア大学の地質学者ウォルター・アルバレス（アルヴァレズ）とその父でノーベル賞受賞者でもある物理学者ルイス・アルバレスおよび同大学放射線研究所核科学研究室の研究員2名が、K-Pg境界における大量絶滅の主原因を「隕石」とする論文を発表した。
アルバレス父子はイタリアのグビオに産するK-Pg境界の薄い粘土層を、彼らの研究室にしかなかった「微量元素分析器」を使って分析し、他の地層と比べ20 - 160倍に達する高濃度のイリジウムを検出した。イリジウムは、地表では極めて希少な元素である反面、隕石には多く含まれること、デンマークに産出する同様の粘土層からも同じ結果を得たことで、イリジウムの濃集は局地的な現象ではなく地球規模の現象の結果であると予測されることから、彼らはその起源を隕石に求めた。またこの論文では「巨大隕石の落下によって発生した大量の塵が地上に届く太陽光線を激減させ、陸上や海面の植物の光合成が不可能となって、食物連鎖が完全に崩壊した結果大量絶滅をもたらした」とした。衝突直後の昼間の地上の明るさは満月の夜の10%まで低下し、この状況が数か月から数年続くと推定した。
この論文は、地質学者の激しい抵抗で迎えられた。反論のなかで最も有力だったものが、イリジウムの起源を火山活動に求めた火山説である。地表では希少なイリジウムも地下深部には多く存在する。それが当時起こっていた活発な火山活動（インドのデカン高原を作った面積100万平方kmに広がる洪水玄武岩「デカントラップ」により地表に放出されたとするのが「火山説」であり、隕石説に反対する多くの地質学者がこの説を支持した。巨大な洪水玄武岩の噴火は、K-Pg境界より規模の大きな大絶滅であったP-T境界事件の原因と推定されており、生物界に大きな影響を及ぼすと考えられる。

### 巨大隕石落下の証拠

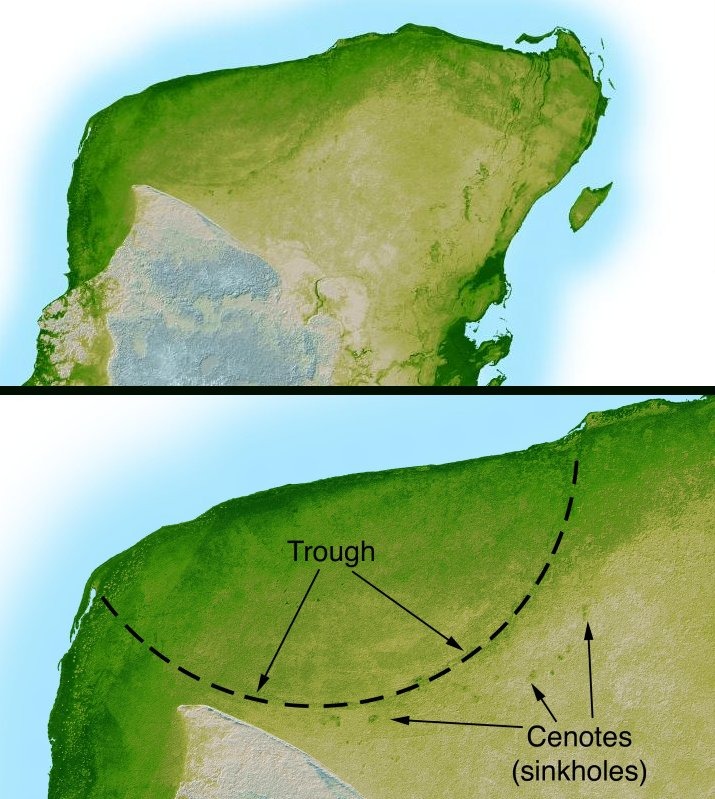
K-Pg境界：チクシュルーブ・クレータ (Chicxulub Crater)

アルバレス論文では、イタリアとデンマークのイリジウムに富む薄い粘土層が分析されたが、論文発表の直前にニュージーランドのK-Pg境界層でもイリジウムの濃集が確認された。引き続き同様のイリジウム濃集層がスペイン・アメリカ各地・中部太平洋・南大西洋の海成堆積岩層のK-Pg境界に相当する部分や地上で堆積したK-Pg境界の泥岩層から確認された。これらの特徴的なK-Pg境界層の厚さは、ヨーロッパでは約1cmであったが、北アメリカのカリブ海周辺やメキシコ湾岸では厚さが1mを超える上、構造や成分の異なる2層が観察され、衝突の結果形成されたクレーターが付近に存在すると考えられた。
北アメリカのK-Pg境界の粘土層中には、高熱で地表の岩石が融解して飛び散ったことを示すガラス質の岩石テクタイトとそれが風化してできたスフェルール、高温高圧下で変成した衝撃石英も発見されており、これらはすべて、隕石衝突時の衝撃により形成されたと考えられている。
1980年の論文では、全世界にまき散らされたイリジウムの量やK-Pg境界層の厚さを元に落下した隕石の大きさを計算し 直径10±4km程度と算出した。しかし、落下したことの最も確実な証拠であるクレーターは当時発見されなかった。調査が進むにつれて、K-Pg境界層の厚さから北アメリカ近辺に落下したらしいという点と、カリブ海周辺およびメキシコ湾周辺のK-Pg境界層で津波による堆積物が多く見つかることから、落下地点はこの近くにあると推定されるようになった。
1991年、巨大隕石による衝突クレーターと見なされる「ユカタン半島北部に存在する直径約170kmの円形の磁気異常と重力異常構造」がヒルデブランドらによって発見された。この環状構造は石油開発関連の調査から導かれたもので、一部の関係者は把握していたが 1991年まで広く知られることはなかった。1975年には「古い火山中央部と見られる環状構造」、1981年には「噴出物を伴う衝撃孔」と報告されていたが、K-Pg境界と関連付けた報告ではなく大きな注目を受けなかった。これらの報告に使われたデータは「メキシコ石油開発公団」（ペメックス）が石油探査のために行った調査によるものであった。ヒルデブランドらがペメックスが採取していたボーリングサンプルを再調査したところ、クレーターの形成年代がK-Pg境界と一致すること、含まれる岩石成分が周囲に飛び散ったテクタイトと一致することが判明し、「K-Pg境界で落下した巨大隕石によるクレーター」であると確認した。
確認されたクレーターは現在のメキシコユカタン半島の北西端チクシュルーブで、直径約200km・深さ15 - 25kmのチクシュルーブ・クレーターと見積もられた（写真参照）（クレーターの直径についてはその後1995年に直径約300kmという説も発表されたが、現地での地震探査の結果2009年の時点では「直径200km」が妥当とされている）。また、隕石落下地点は当時石灰岩層を有する浅海域だったと推定され、隕石落下により高さ300mに達する巨大な津波が北アメリカ大陸の沿岸に押し寄せたと推定される。
火山説については 1999年にフランスの地質学者クロード・アレグレールらが、白亜紀末に該当するデカン洪水溶岩の年代について「6660万年前、誤差プラスマイナス30万年」と推定した。この年代値はイリジウムの濃集した堆積層よりも明らかに古く、隕石衝突に先行して噴火が起こったとしている。また火山由来のイリジウムの場合は同時にニッケルとクロムの濃度増加を伴うが、K-Pg境界層からはイリジウム以外の元素の濃集は確認されていない。
2010年、ピーター・シュルツ博士をリーダーとする12か国の地質学・古生物学・地球物理学・惑星科学などの専門家40数人からなるチームは、K－Pg境界堆積物から得られた様々なデータ（層序学、微古生物学、岩石学、地球化学）を元に、衝突説及び火山説についてその妥当性を検討し、チクシュルーブ・クレーターを形成した隕石の衝突が、K-Pg境界における大量絶滅の主要因であると結論づける論文をサイエンス誌に発表した。
2014年3月、千葉工大がこの時期の生物大量絶滅は、隕石衝突による酸性雨と海洋酸性化が原因であるという論文を発表した。これまでに提案されている絶滅機構の仮説では、地質記録に残る海洋生物の絶滅を説明することは非常に困難で、最大の未解決問題として残っていたが、大阪大学レーザーエネルギー学研究センターの高出力レーザー激光XII号を使って、宇宙速度での衝突蒸発・ガス分析実験に成功。実験結果から、先行研究で想定されていた二酸化硫黄（亜硫酸ガス）ではなく、硫酸になりやすい三酸化硫黄（発煙硫酸）が隕石衝突で放出されることがわかった。さらに理論計算を行ったところ、衝突で放出された三酸化硫黄は数日以内に酸性雨となって全地球的に降ることと、その結果起こる深刻な海洋酸性化が明らかになった。
地球惑星科学を専門とするポール・レニー教授らが2015年10月に発表した研究成果によれば、精密な年代測定方法によって衝突時期が約6604万年前（誤差は前後3万年）だったと特定されたという。

### 隕石衝突と溶岩流出
前述の2015年発表の研究成果においては、6604万年前に超巨大隕石が衝突し粉塵などが大気に広がったのと時期を同じくして、6604万年前（誤差は後5万年）にデカントラップからの溶岩流出量が増加しているのが確認された。溶岩流出は隕石衝突で誘発されたものであり、この二つの事象が同時に作用して大絶滅が引き起こされたと考えられている。海の生態系が回復するまで約四十万年かかったと推定されている。

## 地球環境に与えた影響
中生代を通じて地球の気候は温暖であった。当時の爬虫類の分布から想定して、平均気温は現在より10 - 15℃程度高かったと考えられる。原因として大気中の二酸化炭素の濃度が現在よりも高く、温室効果が大きかった事があげられる。中生代は火山活動が比較的活発で、火山ガスによって二酸化炭素が大量に大気中へ供給された。中生代の二酸化炭素濃度は現在（約0.04%）の10倍以上あったと推定されている。中生代に繁栄した恐竜を代表とする生物種は、この高温に適応した生物であった。しかし白亜紀末期には気温が徐々に低下し始めており、隕石落下前の地層から発見される化石では、大型恐竜やアンモナイト類の種の数が減少していた。それでもまだ現在より温暖で、南極・北極ともに氷河は形成されていなかった。K-Pg境界では、この温暖な時代の浅海に巨大隕石が落下した。

### 隕石衝突のエネルギー量
隕石の衝突では、隕石の持つ運動エネルギーが衝突時に解放される。運動エネルギーは隕石の質量に比例し、速度の二乗に比例する。隕石の落下速度は、隕石の軌道が地球軌道とどのように交わるかで大きく変化するが、少なくとも15km/秒、時には50km/秒を超える。これを時速に換算すると最も遅い隕石でも5.4万km/時で、その落下速度は（空気抵抗による減速を考慮しなければ）ジェット旅客機の巡航速度（約900km/時）の60倍に相当する。隕石が小さい場合は空力加熱（隕石前面の空気が圧縮されて加熱する）で地上に落ちるまでに燃え尽きてしまうが、もう少し大きいと空気抵抗によって減速されながら落下し地上に隕石として残る。直径50m以上の大きさで鉄隕石のように硬いものだと空気抵抗による減速の影響は少ないまま地上に激突する。この場合は隕石の持つ運動エネルギーが大きいため、隕石本体は地面にもぐりこみながら激しい衝撃により爆発する。そのため隕石衝突のエネルギーを比較するには、核爆弾と同様に爆発のエネルギー（具体的には代表的な火薬であるTNTの重量TNT換算）で表記する。
チクシュルーブ・クレーターを形成した衝突エネルギーは、1.3×1024 J - 5.8×1025 J、又はTNT換算3×108メガトン - 109メガトンと計算されているが、この量は冷戦時代にアメリカとソ連が持っていた核弾頭すべての爆発エネルギー104メガトンの1万倍以上に相当する。

### 隕石衝突時の状況

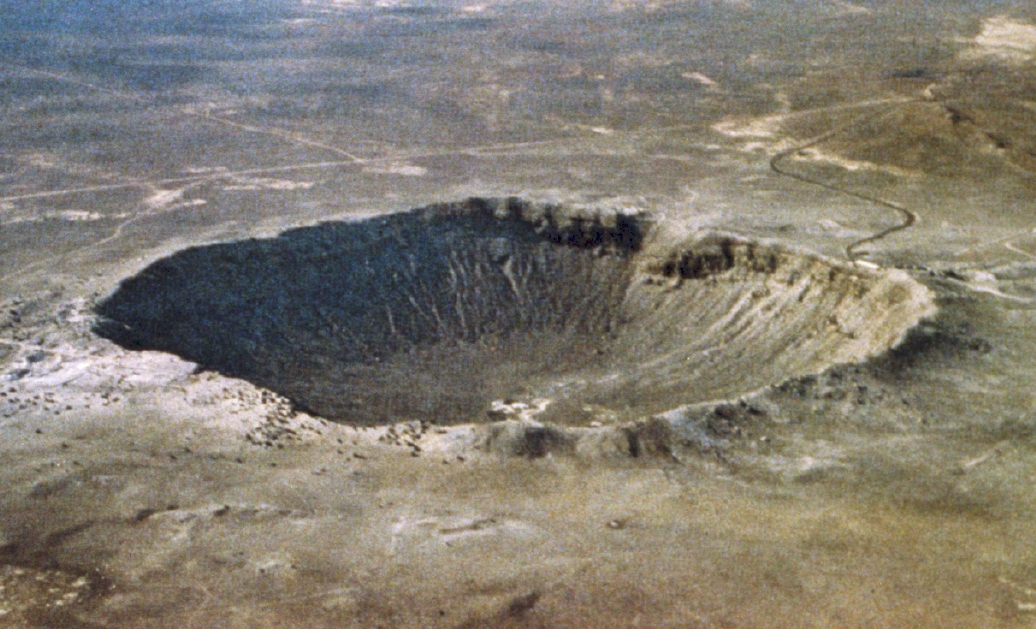
トランジェントクレーターの形状 バリンジャー・クレーターはアメリカ・アリゾナ州にある隕石クレーター、約5万年前に落下した直径数十mの隕鉄によってできた。直径1.2-1.5km 小規模なクレーターなのでトランジェントクレーターの形状が残っている

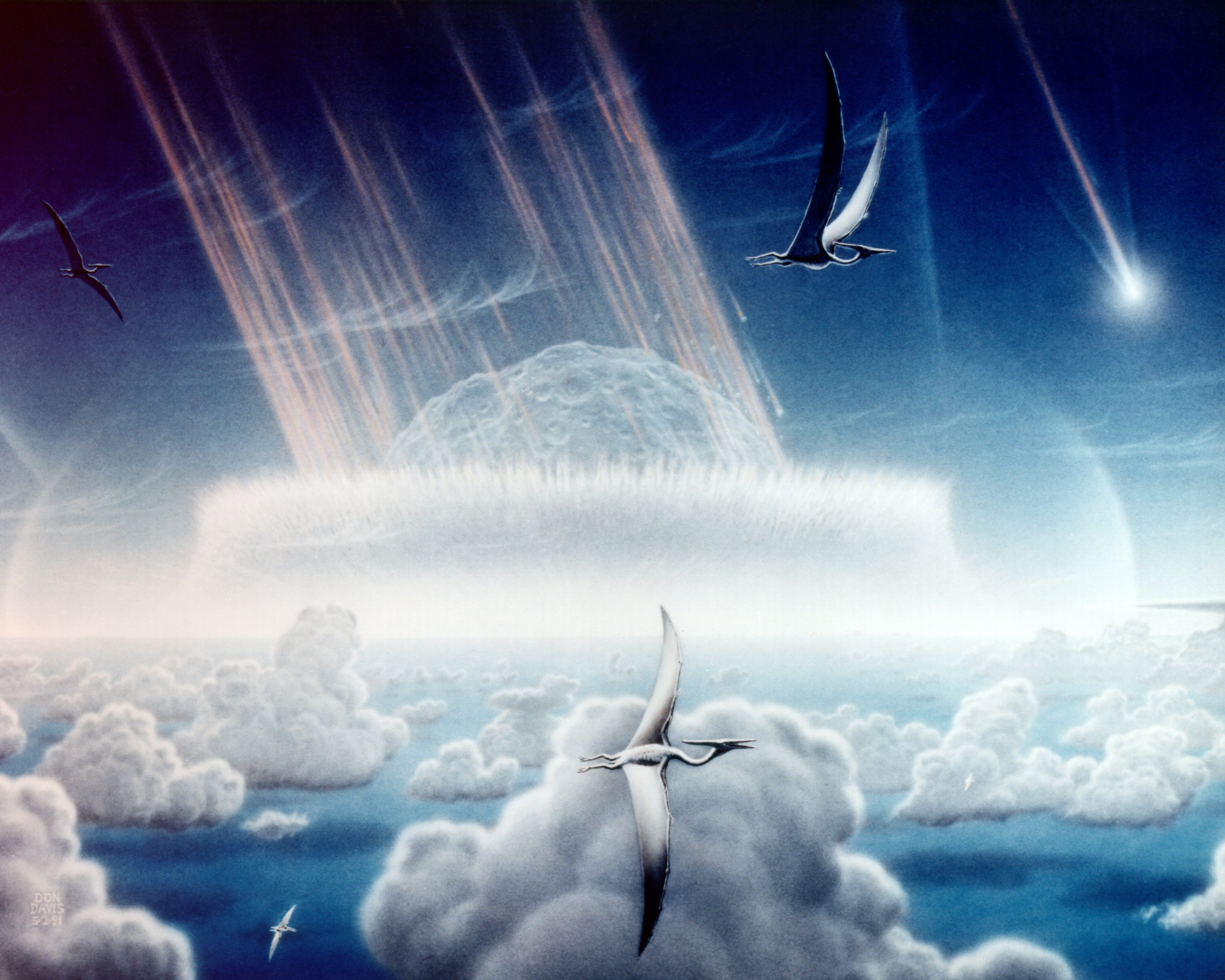
隕石落下の瞬間を描いた絵画

宇宙から落下してくる隕石は、大気圏で表面温度が1万度近くまで熱せられる。高速の隕石は高度11000mより下の対流圏を1秒以下で通り過ぎるので、非常に大きな衝撃波を伴う。地上に衝突した直径10kmの隕石は地殻に数十kmもぐりこみながら運動エネルギーを解放して爆発する。
隕石爆発のエネルギーで衝突地点周辺の石灰岩を含む地殻が蒸発や飛散によって消失し、深さ40km、半径70-80kmのおわん型のクレーター（トランジェントクレーター）ができる。このときクレーター部分とその周辺の海水も同時に蒸発・飛散して無くなっている。爆発の衝撃による爆風が北アメリカ大陸を襲い、マグニチュード10程度の大地震が起こる。トランジェントクレーターの底には溶解したが蒸発・飛散せずに残った岩石が溜まっており、やがて再凝結する。大きく開いたクレーター中心部は地下深部の高温の岩石が凸状に盛り上がってきて中央部が高くなる。中心部の盛り上がりに対応して地下の岩盤の周辺部は低下し、地表ではトランジェントクレーターのおわん型の壁が崩落して外側に広がってゆく。これらの地殻変動によってトランジェントクレーター周辺の地殻は波うち同心円状の構造が形成され（トランジェントクレーターの形状は消えてしまう）、更に大きなクレーター構造となって残る。
浅海に空いた巨大なクレーターに向かって海水が押し寄せるため、周辺海域では巨大な引き波が起こる。勢いよく押し寄せる海水はクレーターが一杯になっても止まらず、巨大な海水の盛り上がりを作った後、押し波となって周辺へ流れ出し全世界へ広がる。衝突地点に近い北アメリカ沿岸では300mの高さの津波となって押し寄せた。
地面に衝突して爆発した隕石は全量が飛散し、衝突地点の岩石も衝撃のエネルギーで蒸発・溶解・粉砕される。トランジェントクレーターでは、隕石質量の約2倍に相当する岩石が蒸発（ガス化）し、隕石質量の約15倍の融解した岩石と、隕石質量の約300倍に達する粉砕された岩石が飛び散る。蒸発した岩石には石灰岩 (CaCO3) や石膏 (CaSO4) が含まれており、これが大気中で分解して大量の二酸化炭素 (CO2) と二酸化硫黄 (SO2) が発生したと考えられる。融解した岩石は空中で冷えて凝固しガラス状のマイクロテクタイトになる。衝突地点から吹き上がった高温の噴出物は、クレーター周辺に落下して森林に火事を起こさせ、大量の煤を発生させる。衝突地点から放出された大量の塵や大規模火災による煤は空中に舞い上がり、太陽光が地上へ到達するのを妨げた。

### 隕石衝突後の状況
隕石衝突で大気中に巻き上げられた塵や煤は、比較的大きなサイズのものは対流圏（高度約11000mまで）まで上昇し数か月後には地上に落下するが、1000分の1mm以下の小さなサイズのものはその上の成層圏や中間圏まで上昇し、数年から10年間とどまる。これらは太陽光線に対して不透明であり、隕石落下の直後には地上に届く太陽光の量を通常の100万分の一以下に減少させる。この極端な暗闇は対流圏に大量に噴き上げられた煤や塵が地上に落下するまで数か月続くが、その期間気温が著しく低下し、光不足で植物は光合成ができなくなった。北アメリカのK-Pg境界に相当する地層のハスやスイレンの化石から、隕石は6月頃に落下したこと（ジューン・インパクト）、落下直後には植物が凍結したことが分かった。またK-Pg境界直後の海洋においても植物プランクトンの光合成が一時停止したことが判明している。
なお、最新の研究によると、衝突の時期について北半球において春頃であるとする新説がオランダなどの研究にて発表された。アメリカのノースダコタ州でチョウザメの仲間が隕石の衝突に巻き込まれて死亡したと思われる化石が発掘された。チョウザメは季節によって骨を形成する成長速度が異なるため、骨を分析した際に春頃に骨の成長が止まったと思われることが判明した。そのため、隕石が衝突した時期を春頃と推定した。生き物の多くは春に繁殖に入るため、繁殖の時期に隕石が衝突したことによって卵や子孫が消滅し、恐竜の絶滅に多大な影響を与えた可能性がある。また、南半球は秋頃にあたるため、絶滅の影響を北半球ほどは受けなかったと思われるという 。
大気中に放出された二酸化硫黄は空中で酸化し硫酸となって酸性雨として地表に落下したり、一部は硫酸エアロゾルとなって空中にとどまった。さらに高温の隕石や飛散物質が空気中の窒素を酸化させて窒素酸化物を生成し酸性雨を更に悪化させたことも想定されている。先に述べた煤や塵と同様に、硫酸エアロゾルも地表に届く太陽光線を減少させる物質であり、これらの微粒子の影響による寒冷化は約10年間続いたと推定される。これらの隕石衝突による地上の暗黒化・寒冷化を「衝突の冬」と呼ぶ。
寒冷化の影響がなくなった後、蒸発した石灰岩から放出された大量の二酸化炭素による温暖化が数十万年続いた可能性が指摘されている。
以上のように巨大隕石の衝突は衝突地点での破滅的な状況のみならず、数か月から数年におよぶ地球全体における光合成の停止や低温、その後も続いた環境の激変を生起させた結果、多くの生物種が滅びる原因となった。

## 哺乳類が生き延びた理由
哺乳類が隕石衝突を生き延びた理由については、確かなことはわかっていないものの、その小さな身体が大災害を生き延びる上で有利に働いたというのが多くの研究者たち共通の認識である。
また、絶滅事件に先駆けて有蹄類は多様化を進め、恐竜は多様性を減らしていた可能性がヘルクリーク累層で示唆されている。しかし絶滅事件そのものとの関連は不明。
- 当時の哺乳類は身体が小さいので、地下の穴に隠れたり小回りが利いたこと
- 当時の哺乳類の食べ物はほとんどの種類が昆虫食だったので少ないエネルギーで活動でき、食べ物の昆虫も災害の影響をそれほど受けていなかったこと
- 哺乳類の繁殖のサイクルは早いため、環境の変化に素早く適応できたこと
- 哺乳類は胎盤を進化させて十分に成長した子供を産んだため、か弱い存在である子供を生存させることができたことである。三畳紀にいた初期の哺乳類はまだ卵を産んでいたと考えられていたが、中国の白亜紀前期の地層から発見された哺乳類のエオマイアは最古の完全な胎生の哺乳類だったことが判明したので後の哺乳類も胎生になったことが生存に有利に働いたと考えられている[77]。

## 「衝突の冬」から派生した「核の冬」理論

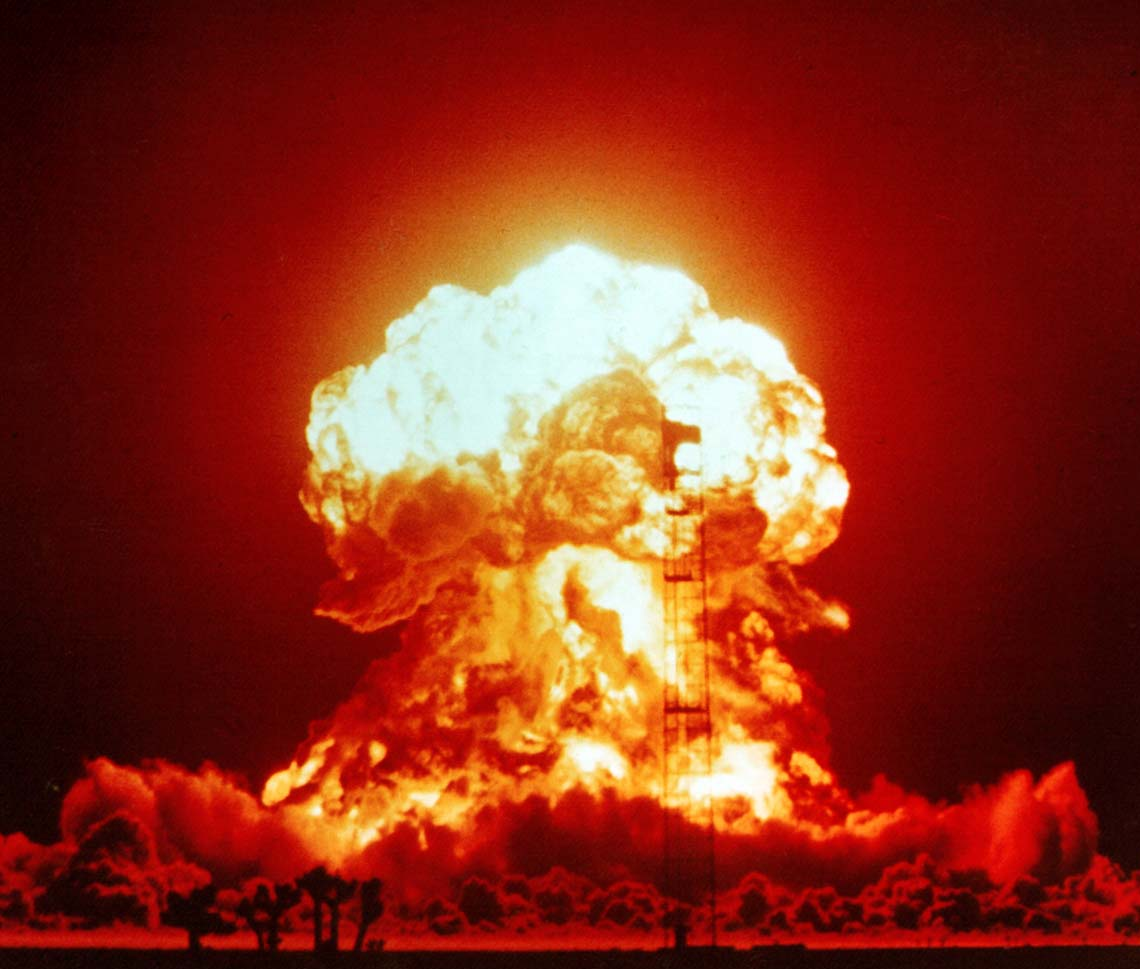
1953年に行われたアメリカの地上核実験の写真、強烈な爆風が塵を空中に舞い上げる

アルバレスらの論文を読んだアメリカの天文学者カール・セーガンは、「隕石衝突の爆発によって舞い上がった塵が地表の暗黒化と寒冷化を起こすのであれば、核戦争による核爆発でも同様のことが起こるのではないか」と言う点に着目して研究を開始した。いわゆる核の冬理論である。この理論は世界的な反響を呼び、国際学術連合環境科学委員会の主導で1985年から2年間、30か国300人の科学者を動員して検討が行われた。その検討結果では、冷戦下でアメリカやソ連が保有していた核弾頭全部（TNT換算104メガトン相当）が爆発した場合、爆発で舞い上がった塵や大規模火災で生成された煤の影響で地上に到達する太陽光の著しい減少と厳しい寒冷化が起こるとされた。
- 地上に届く太陽光は爆発の20日後で正常時の20%以下、60日経っても正常時の60%。
- 北半球中緯度地方の夏至の気温は平均で10-20℃低下。局所的には35℃ほど低下。
- オゾン層は壊滅的に破壊される。
- 農業はほぼ全滅

ここで計算の元となった全核弾頭の爆発エネルギーは、K-Pg境界で落下した隕石の持つエネルギー（TNT換算108メガトン以上）の約1万分の1である。

## 日本におけるK-Pg境界
1980年代に北海道の十勝郡浦幌町の茂川流布沢川で発見されている。K/Pg境界は根室層群川流布層の上部泥岩部層中に存在する。

## 顕生代の内訳のグラフ
- 上段：左から、古生代、中生代、新生代を示している。
- 下段：カンブリア紀から第四紀までを紀ごとに示している。（右端の第四紀は見えにくい可能性がある。）

| 古生代 | 中生代 | 新生代 |

| カ ン ブ リ ア 紀 | オ ル ド ビ ス 紀 | シ ル 紀 | デ ボ ン 紀 | 石 炭 紀 | ペ ル ム 紀 (P) | 三 畳 紀 (T) | ジ ュ ラ 紀 | 白 亜 紀 (K) | 古 第 三 紀 (Pg) | 新 第 三 紀 | 第 四 紀 |

| . | P-T境界 | . | K-Pg境界 | . |